# Danh sách album quán quân năm 2016 (Mỹ)
Dưới đây là các album quán quân bảng xếp hạng US Billboard 200 năm 2016. Các album và đĩa mở rộng bán chạy nhất năm trên thị trường Hoa Kỳ được xếp thứ tự trên bảng xếp hạng Billboard 200, xuất bản hằng tuần bởi tạp chí Billboard. Số liệu được Nielsen Soundscan theo dõi dựa trên doanh số vật lý và kỹ thuật số hằng tuần của mỗi album.

## Lịch sử xếp hạng
| Ấn bản ra ngày | Album                                                                   | Nghệ sĩ              | Nguồn         |
| -------------- | ----------------------------------------------------------------------- | -------------------- | ------------- |
| 2 tháng 1      | 25                                                                      | Adele                | [ 1 ]         |
| 9 tháng 1      | 25                                                                      | Adele                | [ 2 ]         |
| 16 tháng 1     | 25                                                                      | Adele                | [ 3 ]         |
| 23 tháng 1     | 25                                                                      | Adele                | [ 4 ]         |
| 30 tháng 1     | Blackstar                                                               | David Bowie          | [ 5 ]         |
| 6 tháng 2      | Death of a Bachelor                                                     | Panic! at the Disco  | [ 6 ]         |
| 13 tháng 2     | 25                                                                      | Adele                | [ 7 ]         |
| 20 tháng 2     | Anti                                                                    | Rihanna              | [ 8 ]         |
| 27 tháng 2     | Evol                                                                    | Future               | [ 9 ]         |
| 5 tháng 3      | 25                                                                      | Adele                | [ 10 ]        |
| 12 tháng 3     | 25                                                                      | Adele                | [ 11 ]        |
| 19 tháng 3     | I Like It When You Sleep, for You Are So Beautiful yet So Unaware of It | The 1975             | [ 12 ]        |
| 26 tháng 3     | untitled unmastered.                                                    | Kendrick Lamar       | [ 13 ]        |
| 2 tháng 4      | Anti                                                                    | Rihanna              | [ 14 ]        |
| 9 tháng 4      | This Is What the Truth Feels Like                                       | Gwen Stefani         | [ 15 ]        |
| 16 tháng 4     | Mind of Mine                                                            | Zayn                 | [ 16 ]        |
| 23 tháng 4     | The Life of Pablo                                                       | Kanye West           | [ 17 ]        |
| 30 tháng 4     | Cleopatra                                                               | The Lumineers        | [ 18 ]        |
| 7 tháng 5      | The Very Best of Prince                                                 | Prince               | [ 19 ]        |
| 14 tháng 5     | Lemonade                                                                | Beyoncé              | [ 20 ]        |
| 21 tháng 5     | Views                                                                   | Drake                | [ 21 ]        |
| 28 tháng 5     | Views                                                                   | Drake                | [ 22 ]        |
| 4 tháng 6      | Views                                                                   | Drake                | [ 23 ]        |
| 11 tháng 6     | Views                                                                   | Drake                | [ 24 ]        |
| 18 tháng 6     | Views                                                                   | Drake                | [ 25 ]        |
| 25 tháng 6     | Views                                                                   | Drake                | [ 26 ]        |
| 2 tháng 7      | Views                                                                   | Drake                | [ 27 ]        |
| 9 tháng 7      | Views                                                                   | Drake                | [ 28 ]        |
| 16 tháng 7     | Views                                                                   | Drake                | [ 29 ] [ 30 ] |
| 23 tháng 7     | California                                                              | Blink-182            | [ 31 ] [ 32 ] |
| 30 tháng 7     | Views                                                                   | Drake                | [ 33 ] [ 34 ] |
| 6 tháng 8      | Views                                                                   | Drake                | [ 35 ] [ 36 ] |
| 13 tháng 8     | Views                                                                   | Drake                | [ 37 ] [ 38 ] |
| 20 tháng 8     | Major Key                                                               | DJ Khaled            | [ 39 ] [ 40 ] |
| 27 tháng 8     | Suicide Squad: The Album                                                | Nhiều nghệ sĩ        | [ 41 ] [ 42 ] |
| 3 tháng 9      | Suicide Squad: The Album                                                | Nhiều nghệ sĩ        | [ 43 ] [ 44 ] |
| 10 tháng 9     | Blonde                                                                  | Frank Ocean          | [ 45 ] [ 46 ] |
| 17 tháng 9     | Encore: Movie Partners Sing Broadway                                    | Barbra Streisand     | [ 47 ] [ 48 ] |
| 24 tháng 9     | Birds in the Trap Sing McKnight                                         | Travis Scott         | [ 49 ] [ 50 ] |
| 1 tháng 10     | They Don't Know                                                         | Jason Aldean         | [ 51 ] [ 52 ] |
| 8 tháng 10     | Views                                                                   | Drake                | [ 53 ] [ 54 ] |
| 15 tháng 10    | Illuminate                                                              | Shawn Mendes         | [ 55 ] [ 56 ] |
| 22 tháng 10    | A Seat at the Table                                                     | Solange              | [ 57 ] [ 58 ] |
| 29 tháng 10    | Revolution Radio                                                        | Green Day            | [ 59 ] [ 60 ] |
| 5 tháng 11     | Walls                                                                   | Kings of Leon        | [ 61 ] [ 62 ] |
| 12 tháng 11    | Joanne                                                                  | Lady Gaga            | [ 63 ] [ 64 ] |
| 19 tháng 11    | Trap or Die 3                                                           | Jeezy                | [ 65 ] [ 66 ] |
| 26 tháng 11    | This House Is Not for Sale                                              | Bon Jovi             | [ 67 ] [ 68 ] |
| 3 tháng 12     | We Got It from Here... Thank You 4 Your Service                         | A Tribe Called Quest | [ 69 ] [ 70 ] |
| 10 tháng 12    | Hardwired... to Self-Destruct                                           | Metallica            | [ 71 ] [ 72 ] |
| 17 tháng 12    | Starboy                                                                 | The Weeknd           | [ 73 ] [ 74 ] |
| 24 tháng 12    | The Hamilton Mixtape                                                    | Nhiều nghệ sĩ        | [ 75 ] [ 76 ] |
| 31 tháng 12    | 4 Your Eyez Only                                                        | J. Cole              | [ 77 ] [ 78 ] |